# Racecar Series 2009
Navigation
Édition suivante
La saison 2009 de la Racecar Series est la première saison de cette compétition. Wilfried Boucenna est titré champion.

## Classement Pilotes
5 premiers du classement Élite
| Place | Pilote         | Nogaro | Dijon | Magny-Cours | Val de Vienne | Albi | Le Mans | Lédenon | Total des points |
| ----- | -------------- | ------ | ----- | ----------- | ------------- | ---- | ------- | ------- | ---------------- |
| 1     | Lucas Lasserre |        |       |             |               |      |         |         |                  |
| 2     |                |        |       |             |               |      |         |         |                  |
| 3     |                |        |       |             |               |      |         |         |                  |
| 4     |                |        |       |             |               |      |         |         |                  |
| 5     |                |        |       |             |               |      |         |         |                  |

5 premiers du trophée OPEN
| Place | Pilote            | Nogaro | Dijon | Magny-Cours | Val de Vienne | Albi | Le Mans | Lédenon | Total des points |
| ----- | ----------------- | ------ | ----- | ----------- | ------------- | ---- | ------- | ------- | ---------------- |
| 1     | Wilfried Boucenna |        |       |             |               |      |         |         |                  |
| 2     |                   |        |       |             |               |      |         |         |                  |
| 3     |                   |        |       |             |               |      |         |         |                  |
| 4     |                   |        |       |             |               |      |         |         |                  |
| 5     |                   |        |       |             |               |      |         |         |                  |